# Cerro Enrique
Der Cerro Enrique ist ein Hügel auf der Livingston-Insel im Archipel der Südlichen Shetlandinseln. Auf der Westseite des Kap Shirreff, dem nördlichen Ende der Johannes-Paul-II.-Halbinsel, ragt er 120 m östlich des Playa Alcázar auf.
Chilenische Wissenschaftler benannten ihn nach dem chilenischen Diplomaten Enrique Gajardo Villarroel (1899–1994), Vertreter Chiles in den Vorverhandlungen zum Antarktis-Vertrag im Jahr 1958 und Unterstützer der chilenischen Erhebung des Säugetierbestands in Antarktika.